# Julie Pospíšilová
Julie Pospíšilová (* 20. června 1999 Praha) je česká profesionální basketbalistka. Hraje na pozici křídla a v současnosti působí ve francouzském klubu Lattes Montpellier. Je členkou české basketbalové reprezentace.

## Osobní život
Julie Pospíšilová vystudovala obor Business: Finance and International Business na Wisconsinské univerzitě v Madisonu. Během studií se věnovala také dobrovolnické činnosti v rámci programu Badgers Give Back.

## Mládežnická kariéra
Pospíšilová začínala s basketbalem v pražském USK Praha, kde hrála za mládežnické týmy. V letech 2014–2019 byla členkou juniorské reprezentace České republiky. V sezoně 2016–17 se zúčastnila studijního programu výměny v USA, kde studovala na Downers Grove North High School v Illinois a hrála za místní basketbalový tým. Během této sezony dosahovala průměru 13,4 bodu a 6,1 doskoku na zápas. Současně hrála také za Chicago Hoops Express Nike Blue Star travel team. Zúčastnila se pěti juniorských mistrovství Evropy (2014–2018).

## Seniorská klubová kariéra
V sezonách 2017–2018 a 2018–2019 odehrála za ZVVZ USK Praha 29 zápasů v Ženské basketbalové lize a v obou sezonách její tým získal mistrovský titul.

### Univerzitní kariéra
V letech 2019–2023 studovala a hrála na Wisconsinské univerzitě v Madisonu v Big Ten Conference, součásti   Divize I NCAA.
- Sezona 2019–2020: Odehrála 31 zápasů, v devíti nastoupila v základní sestavě. Průměrně nastupovala 20,5 minuty na zápas a dosahovala průměru 5,1 bodu a 2,8 doskoku na zápas. Své první univerzitní utkání absolvovala proti North Florida (5. listopadu), kdy zaznamenala 14 bodů.[1]
- Sezona 2020–2021: Nastoupila ve všech 23 zápasech v základní sestavě. S průměrem 31,0 minuty na zápas byla druhou nejvytíženější hráčkou týmu. Dosahovala průměru 8,9 bodu a 3,8 doskoku na zápas. Nejlepší zápas sezony odehrála proti Minnesotě (3. ledna), kdy zaznamenala tehdejší kariérové maximum 28 bodů s úspěšností střelby 58,8% z pole a 62,5% za tři body.[1]
- Sezona 2021–2022: Odehrála a odstartovala 27 zápasů s průměrem 36,6 minuty na hřišti, což ji řadilo na druhé místo v Big Ten Conference. Byla nejlepší střelkyní týmu s průměrem 14,1 bodu na zápas a přidávala 4,0 doskoky a 3,0 asistence. Nejlepší výkon předvedla proti Penn State (23. ledna), kdy dosáhla 23 bodů. Téměř dosáhla triple–double proti Iowa (6. února) s 13 body, 9 doskoky a 9 asistencemi[1].
- Sezona 2022–2023: Univerzitní kariéru završila 31 zápasy sezony, z nichž 30 zahájila v základní sestavě. S průměrem 34,7 minuty byla pátou nejvytíženější hráčkou Big Ten Conference. Vedla tým s průměrem 14,1 bodu na zápas a zaznamenala kariérní rekordy v asistencích (4,2 na zápas, celkem 131) a krádežích (1,8 na zápas). Kariérní maximum 32 bodů dosáhla proti Florida State (1. prosince), kdy proměnila osm trojek a vyrovnala týmový rekord. Během zápasu proti Valparaiso (25. ledna) překonala hranici 1000 bodů v kariéře a stala se první hráčkou narozenou mimo USA v historii programu, která tohoto milníku dosáhla[2].

Za čtyři sezony ve Wisconsinu odehrála 112 zápasů (89 v základní sestavě) s průměry 10,5 bodu, 3,9 doskoku a 3,2 asistence na zápas. Dvakrát byla oceněna jako Honorable Mention All–Big Ten (2021–22, 2022–23) a třikrát získala Academic All–Big Ten (2021, 2022, 2023).

### Profesionální kariéra

#### Baxi Ferrol (2023–2025)
Po ukončení univerzitní kariéry v červnu 2023 podepsala první profesionální smlouvu se španělským týmem Baxi Ferrol, který se právě probojoval do nejvyšší španělské soutěže Liga Femenina Endesa. V první sezoně (2023–24) pomohla týmu dosáhnout play–off španělské ligy a kvalifikovat se do Eurocupu. Ve své druhé sezoně (2024–25) byla klíčovou postavou historického tažení Ferrolu až do finále Eurocupu, kde tým získal stříbrné medaile po prohře s francouzským ESB Villeneuve–d'Ascq. V play–off Eurocupu dosahovala průměru 13 bodů na zápas. 

#### Lattes Montpellier (od 2025)
V květnu 2025 podepsala smlouvu s francouzským týmem Lattes Montpellier, dvojnásobným mistrem Francie a účastníkem Eurocupu.

## Seniorská reprezentační kariéra
Pospíšilová je od roku 2022 členkou české basketbalové reprezentace žen.
Seniorské reprezentační turnaje:
- ME žen 2023 – 7. místo
- ME žen 2025 – 6. místo